# Выбор

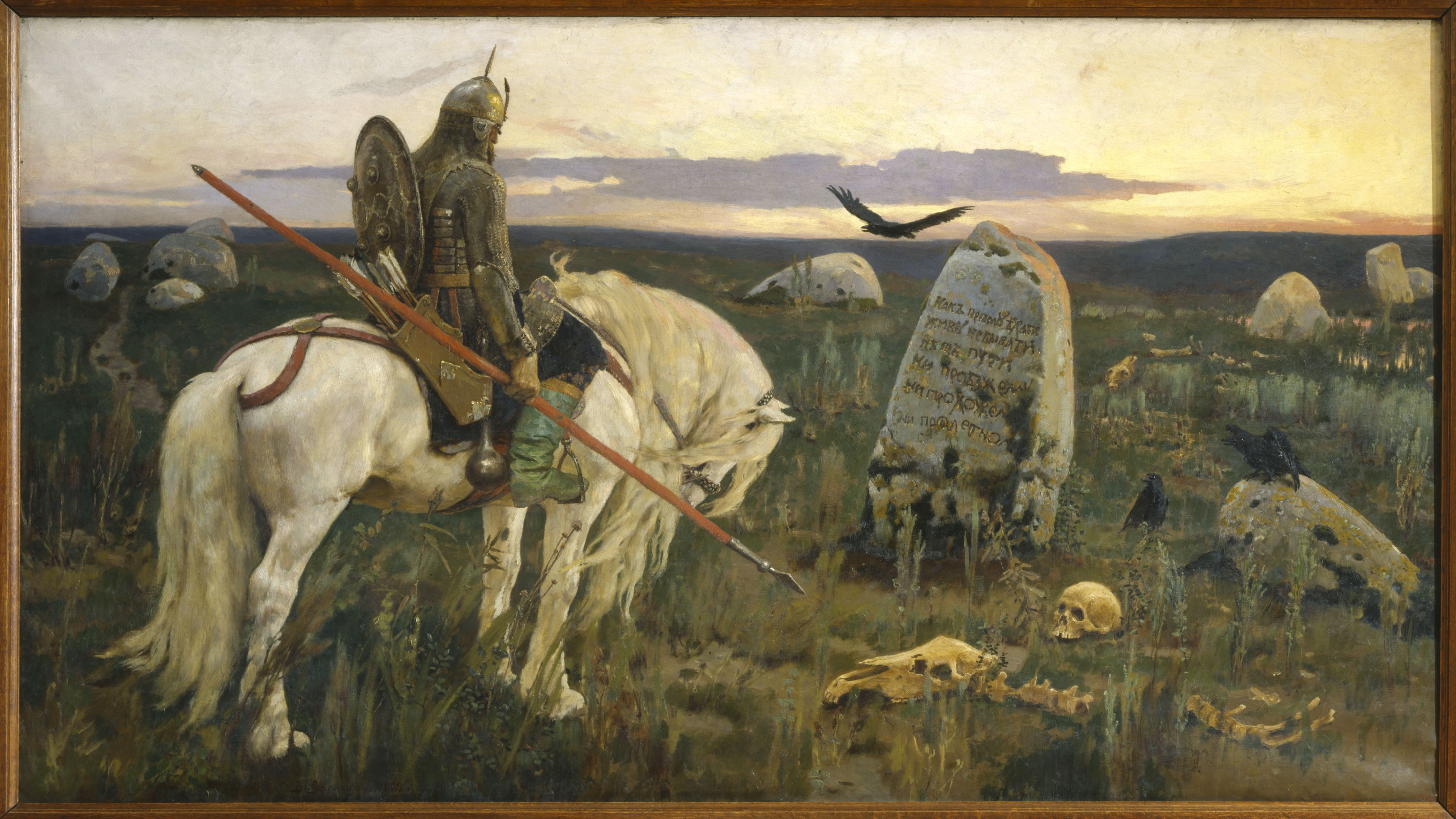
Картина В. М. Васнецова, Витязь на распутье, 1878 год.

Вы́бор — предпочтение одних вариантов множеству других или отказ от одних вариантов в пользу других.

## В технике
Выбор — разрешение неопределенности в деятельности человека в условиях множественности альтернатив.
В процессе решения практической задачи всегда возникает несколько вариантов. Это происходит и случайно, в силу неоднозначности и неопределенности процесса решения, и целенаправленно, как основа поиска лучшего результата. Но задача, и особенно техническая, считается решённой тогда, когда будет сделан выбор окончательного, единственного варианта. Только такая деятельность считается продуктивной.
Рекомендуемые к исполнению решения должны быть:
- обоснованными,
- своевременными,
- директивными (обязательными к исполнению),
- правомочными,
- непротиворечивыми (согласованными с другими, в том числе и ранее принятыми).

Выбираемое решение всегда взаимосвязано с конкретной личностью (индивидуальное решение) или группой людей (коллективное решение). Человек, который
- имеет право выбирать окончательное решение,
- несёт за него ответственность,
- заинтересован в решении проблемы,

называется Лицом Принимающим Решение (ЛПР). Принятие решения в значительной степени носит социальный характер, поскольку нацелено на удовлетворение общественных потребностей.
Выбор возможен одним из следующих способов:
- случайным образом (способом необъяснимым и независящим от условий задачи),
- волевым образом (выбор не обосновывается и индивидуален, определяется чертами характера ЛПР, волюнтаристский),
- критериальным образом (выбор имеет обоснование, доступное пониманию другими людьми).

В проектировании предпочтителен критериальный выбор: разработчик должен уметь аргументировано доказать верность и эффективность полученных результатов.
Ранее критериальный подход больше базировался на опыте (экспертных оценках), на обосновывающих верность рассуждениях и умозаключениях (логических построениях). В последнее время к выводам стали предъявлять требования чёткости и точности. Появилась новая наука, теория исследования операций, изучающая проблемы, связанные с принятием решений. А задачи, решаемые на основе её принципов, стали называть задачами оптимального проектирования.

## В психологии
Выбор — наличие различных вариантов для осуществления воли. Наличие выбора связано с обоснованием свободы воли человека.
На всякое живое существо известные предметы действуют либо привлекательным, либо отталкивающим образом: первых оно хочет и стремится к ним, вторых не хочет и удаляется от них или стремится изменить или уничтожить их. Но для того, чтобы хотеть или не хотеть именно этого предмета, «хотящее» существо, очевидно, должно отличать его от других, то есть так или иначе воспринимать его. Всякое волевое отношение непременно связано с опознаванием. «Ignoti nulla cupido» (к неизвестному нет желания). Поэтому спор о первенстве воли над сознанием или наоборот лишён реального основания.
Хотение или воля в широком смысле имеет различные степени соответственно степеням развития познавательной сферы. Существа, для которых познание останавливается на смутных ощущениях, и которые воспринимают лишь наличность окружающих чувственных явлений (как это бывает у низших животных, а также, вероятно, и у растений), — соответственно имеют и волю лишь в виде инстинкта — непосредственного безотчётного влечения или стремления, возбуждаемого данной реальностью. Там, где познание, кроме физических впечатлений от непосредственно наличествующей действительности, также содержит в себе и осознанное воспоминание прошедших пережитых состояний и воображаемые представления об отсутствующих предметах и явлениях, там и волевое отношение возвышается над простым чувственным влечением или стремлением и переходит в более идеальное состояние, называемое желанием. Ближайший, непосредственный предмет желания, как такового, есть не реальное, а воображаемое явление, не физически-воспринимаемое, а умо-представляемое. Желается то, чего нет в пределах непосредственного субъективного физического восприятия — то, что мыслится.
У птиц и других высших животных самцы и самки тоскуют в разлуке друг с другом; собака тоскует по умершему, или уехавшему хозяину: она его желает, и это желание, относясь к отсутствующему, предполагает у животного определённое умственное представление, которое собственно и есть прямой объект желания и вытекающих из него действий (собака ищет невидимого ею, но умо-представляемого хозяина, отправляется на его могилу и т. п.). Наконец, у человека, мыслящего не только в пределах конкретных образных представлений, но и в масштабе абстрактных идей и понятий, и волевое отношение может определяться этими понятиями, как общими и постоянными правилами и принципами действия. Если уже в мире животном мотивы инстинктивного влечения подчиняются также и высшим мотивам желания (так, например, тоскующая собака отказывается от пищи; сюда же относятся более обыкновенные случаи, когда то или другое инстинктивное влечение подавляется страхом умопредставляемого наказания — мотив высший, если не в этическом, то в психологическом смысле), то человек может подчинять не только свои инстинкты, но и даже все свои желания высшей нравственной идее, то есть может из многих желаемых действий выбирать лишь те, которые соответствует его высшей ценности или идеалу. Способность к такому выбору и принципиальному решению есть бесспорный психологический факт, но с этим фактом связан самый трудный и сложный вопрос о свободе воли.
Хотение и познание, воля и разум, обычно противопоставляемые друг другу, в действительности неразрывно связаны между собой. Если, как было сказано выше, воля невозможна без распознавания, то и это последнее также невозможно без воли. Чтобы формально опознать или содержательно понять какой-нибудь предмет, явление или отношение между ними, необходимо, прежде всего, остановить на этом свою мысль или внимание, выделить его в своём сознании из всей совокупности впечатлений и отношений. Такая остановка и выделение есть также волевой акт (действие воли), называемый «произвольным вниманием». Но необходимость волевого элемента в происхождении (генезисе) познания нисколько не ограничивает и не искажает субъективно-произвольными характеристиками сами результаты познавательного процесса. Участие воли в создании истинной объективной науки состоит не в том, что мы видим в результате познания только то, чего нам хочется видеть, а в том, что мы хотим прийти в результате познания к предельно целостному и ясному видению реальной объективной действительности, в целом не обусловленной нашим субъективным опытом.